# Carlos Agüero
Carlos Rafael Agüero Echeverría (1947-1977) fue un guerrillero y revolucionario nicaragüense.
Carlos Agüero, conocido por el apodo Ródrigo, era de origen costariquense aunque de padre nicaragüense. Estudiante de derecho en la Universidad Centroamericana de Managua se alistó en el Frente Sandinista de Liberación Nacional (FSLN) en 1968 y participó en varias tareas del mismo. Fue el comandante de la Operación Comando “Juan Santamaría” que el 21 de octubre de 1970 secuestro un avión costariquense en el que viajan cuatro directivos estadounidense de la United Fruit Company y que sirvió de cambio para la liberación de relevantes miembros de la dirección del FSLN encarcelados en Costa Rica, fue la primera vez que se lograba un objetivo así. En marzo de 1975, al mando de un escuadra de la BPU tomo la localidad de  Río Blanco en el departamento de Matagalpa. En abril de 1977 muere en combate en un enfrentamiento con la  Guardia Nacional en la Comarca de Lisawé en el actual municipio de Mulukukú en  la Región Autónoma de la Costa Caribe Norte.
En honor a Carlos Agüero en agosto de 1979 se le dio su nombre al primer Centro de Preparación de Oficiales del ejército de  Nicaragua. En 2011 se instituyó que el nombre oficial del Auditorio del Estado Mayor General es “Comandante Carlos Rafael Agüero Echeverría” y el 10 de febrero de 2012 se le otorgó, a título póstumo, la medalla “Honor al Mérito Militar Soldado de la Patria". Carlos Agüero tuvo el título de Comandante.

## Biografía
Carlos Rafael Agüero Echeverría nació el 24 de octubre de 1947  en la población de Cartago en Costa Rica. Su padre fue Carlos Agüero Rocha, un nicaragüense rico hermano de  Fernando Agüero que era jefe de la oposición política al gobierno de Somoza y que acabó pactando con él. En Cartago realizó los estudios de primaria y secundaria completando el bachillerato en 1964. Tres años después se traslada Managua para estudiar derecho en la Universidad Centroamericana (UCA) regentada por los jesuitas.
En la UCA destaca como líder estudiantil con un profundo sentimiento cristiano radical que tenía influencia entre sus compañeros. Rechazaba el dinero que le mandaban de su casa argumentando que no quería ser comparado con su padre. Estando en la UCA conoció a Ernesto Castillo Martínez, más conocido como Tito Castillo, quien lo puso en contacto con Ernesto Cardenal  que se encontraba en el Solentiname, situado en el extremo sureste del Gran Lago de Nicaragua o Cocibolca, administrativamente pertenece al municipio de San Carlos del departamento de Río San Juan. donde emprendería la vía de la lucha armada contra la dictadura de Somoza.
Carlos Agüero se debatía entre formar un movimiento estudiantil de corte cristiano-revolucionario inspirado en las ideas de Camilo Torres Restrepo, sacerdote colombiano pionero de la Teología de la Liberación y perteneciente al  Ejército de Liberación Nacional (ELN), o integrarse en la guerrilla nicaragüense, de corte marxista, para dar en ella un testimonio cristiano. En su debate sopesaba, entre otras cosas, el riesgo que podría tener en la guerrilla por su condición de cristiano y el valor que para la guerrilla podría tener el que hubiera caídos cristianos ya que podría interesar más enarbolar su nombre como cristiano estando muerto, y no que estando vivo sobresaliera como cristiano en la guerrilla. Carlos resolvió por la integración en la guerrilla más aún cuando fue consciente de la miseria de la población campesina nicaragüense. En 1968 ingresa en el Frente Sandinista de Liberación Nacional donde comienza a desarrollas diferentes tareas relacionadas con la incorporación de nuevos miembros la logística y la participación en actividades guerrilleras.
En 1969, dentro ya del Frente, realiza diferentes acciones, el 9 de mayo lidera una célula clandestina de acción de protesta en contra del responsable de las condenas judiciales a miembros del Frente y en diferentes atracos, en León, el 4 de noviembre y en Managua el 17 de diciembre.
En octubre de 1970 lidera la Operación Comando “Juan Santamaría” que secuerta el avión TI-1024 de la Línea Aérea Costarricense, S.A. (LACSA) en Costa Rica y logran liberar a  Carlos  Fonseca, Humberto Ortega, Rufo Marín y Plutarco Hernández que estaban encarcelados en ese país. La resoluciçon del secuertro conclueye en que Carlos Agüero, junto a los demás compañeros, viajan a Cuba. Allí, en una entrevista en La Habana Agüero manifesto en referencia a su integración al movimiento revolucionario sandinista 

.../... un joven que no es absorbido por el medio corrompido en que vive y aumenta su grado de conciencia, aumentará su compromiso de la lucha hasta llegar al conocimiento de que el único camino viable, es el de la lucha armada.

En marzo de 1971 viaja a la República Popular Democrática de Corea junto a Carlos Fonsecay en sepriembre de 1972 regresa a Nicaragua y se incorpora en las uninidades guerrilleras en las montañas del norte del país. En octubre de 1973 es nombrado responsable de las escuelas de instrucción politico-militar y ratificado  como  segundo jefe de la Brigada “Pablo Úbeda”.
En junio de 1974 entra a formar parte de la  Dirección Nacional del Frente Sandinista de Liberación Nacional y  es nombrado jefe militar de la Brigada “Pablo Úbeda” que opera en la zona de Zelaya Norte y también responsable de la preparación de los nuevos incresos.
El 6 de enero de 1975 la  Brigada “Pablo Úbeda” asalta el cuartel de la Guardia Nacional en Waslala y el 21 de marzo toman la población matalgalpesa de Río Blanco.
En 1977 toma el mando de la Columna Guerrillera  “Aurelio Carrasco” que el 7 de abril de ese año se enfrenta en la comarca de Lisawé, en el departamento de Matagalpa, a  una patrulla de la Guardia Nacional, en el enfrentamiento resulta muerto.
En agosto de 1979 el Alto Mando del Ejército Popular Sandinista nombra al primer Centro de Preparación de Oficiales  con el nombre de “Carlos Agüero Echeverría” en su honor. El 4 de octubre de 2011 se nombra como “Comandante Carlos Rafael Agüero Echeverría” al  Auditorio del Estado Mayor General.
El 10 de febrero de 2012 se le otorga, a título postumo, la Medalla “Honor al Mérito Militar Soldado de la Patria”, como justo reconocimiento a su legado histórico y patriótico.

## La operación "Juan Santamaría"
Tras su paso por Solentine, en 1970, regresa a Costa Rica, aparentemente por la decisión de su padre de apartarlo de la política nicaragüense. En Costa Rica sigue activo como guerrillero sandinista. Es designado como responsable del denominado «Comandos Revolucionarios Centroamericanos» (CRC)  para llevar a cabo la "Operación Comando “Juan Santamaría”" destinada a la liberación de los comandante sandinista  Carlos Fonseca Amador, Humberto Ortega Saavedra,  Rufo Antonio Marín Úcles y Plutarco Hernández Sancho encarcelados en ese país casi un año antes, en 1969, tras un fallido rescate del Comandante Carlos Fonseca. La "Operación Comando “Juan Santamaría”" fue la primera operación de liberación de presos que realizó el FSLN.
El comando formado por cinco hombres y dos mujeres (Ligia Trejos y Ana María Fuentealba) fue dirigido por Carlos Agüero que tenía a Alberto Cornavaca como segundo. La acción se realizó el  21 de octubre de 1970, consistió en el secuestro del avión C-46 de la Línea Aérea Costarricense, S.A. (LACSA) que realizaba el vuelo TI-1024 con 20 pasajeros y 4 tripulantes a bordo, entre ellos 4 cuatro directivos estadounidense de la United Fruit Company. El vuelo era interior, desde el aeropuerto de Cieneguita en la provincia de Limón hasta San José y salía a la 7:30 horas.
El comando guerrillero desvió el vuelo a Cuba haciendo una parada para repostar combustible en la isla colombiana de San Andrés. Allí cambiaron de piloto y se dirigieron hacia La Habana a cuyo aeropuerto llegaron a las 22:30 horas. Tras el acuerdo con las autoridades, se liberaron a las presos a las 22:00 horas, los cuales fueron embarcados, en el aeropuerto de El Coco (hoy Juan Santamaría) en Alajuel, en un avión hacia la Ciudad de México a las 23:10 horas. En México estuvieron cinco días después de los cuales fueron trasladados a Cuba.